# Drive (Musik)
Unter Drive (engl. „Antrieb“, „Treiben“) versteht man im Jazz und auch in der afroamerikanischen Pop- sowie in der Rockmusik ein subjektiv empfundenes Schnellerwerden des Tempos bei objektiv konstantem Tempo. Es entsteht ein jagender, vorwärtstreibender Eindruck. Gelegentlich wird drive jedoch auch abweichend weit einfacher als „rhythmische Intensität“ gefasst.

## Allgemeines
Das Tempo eines Musikstücks kann formal durch vorgegebene Taktart, Notenwerte oder Pausen beeinflusst werden. Der Drive hingegen ergibt sich nicht aus dem Notenblatt, sondern aus der Spielweise der Interpreten. Beim Drive verspürt man subjektiv ein Anwachsen des Tempos ohne objektive Beschleunigung, die Energie und Triebkraft des Solisten steht beim Drive im Vordergrund. Ekkehard Jost weist darauf hin, dass die Wahrnehmung von Drive „eine durch musikalische Sozialisation erworbene psychische Qualität“ ist; sie „setzt also entsprechende Hörerfahrungen voraus.“ Der Drive ist damit ein scheinbares Accelerando bei formal gleichbleibendem Tempo. Im Gegensatz dazu ist eine formal aus Noten ersichtliche Tempobeschleunigung kein Drive, sondern ein Tempo- oder Akzentwechsel.
Der Drive entwickelte sich aus der rhythmischen Spannung und Intensität des Swing sowie aus Nuancen der Dynamik, Artikulation und Akzentuierung beim Spiel. „Es ist deutlich ein Wachsen des Tempos zu spüren, obwohl man unbeirrbar im gleichen Tempo spielt,“ wird Wingy Manone in Reclams Jazzführer zitiert. Der Drive sei umso spürbarer, je mehr Musiker zeitlich „verschoben“ spielen und dabei ihre Töne geringfügig zu früh hervorbringen.
Verantwortlich für den Drive kann sowohl die Rhythmus- als auch die Melodiegruppe einer Band sein. In der Rhythmusgruppe kann der Drive beispielsweise von dem den Grundschlag vorantreibenden Schlagzeuger erzeugt werden, während die Melodiegruppe durch das zu frühe Anspielen von Tönen zum Drive beitragen kann. Beim Drive steht häufig die Energie und Triebkraft eines Solisten im Vordergrund, er ist die „Manifestation des persönlichen Magnetismus“.

## Drive in der Rockmusik
Aus dem Jazz ist der Begriff Drive von anderen Musikstilen übernommen worden. In der Rockmusik bezeichnet der Begriff „das Durchhalten oder gar Steigern der Spannung“, was dort zumeist von der Rhythmusgruppe besorgt wird. „Federnder Rhythmus, Dichte oder Verdichtung der musikalischen Ereignisse bei strenger Wahrung von Zeitmaß und ursprünglicher Lautstärke sind für den Drive verantwortlich.“ Schmidt-Joos/Graves sehen vor allem den Schlagzeuger als treibende Kraft beim Drive. 
Auch der Offbeat von Sängern kann im Rhythm and Blues, dem Soul und weiteren Gattungen der Popmusik sowie im Rock einer der wesentlichen Faktoren bei der Erzeugung des Drive sein. Durch das „zu früh“ des Offbeats entsteht die Empfindung der Beschleunigung, der typisch für den Bewegungscharakter vieler Stücke ist.